# Campylaspis unisulcata
Campylaspis unisulcata är en kräftdjursart som beskrevs av Hale 1945. Campylaspis unisulcata ingår i släktet Campylaspis och familjen Nannastacidae. Inga underarter finns listade i Catalogue of Life.